# بولسوور
latitudeبولسوورlongitudeبولسوور
بولسوور (به انگلیسی: Bolsover) یک منطقهٔ مسکونی در انگلستان است که در میدلند شرقی واقع شده‌است.

## خصوصیات
بولسوور ۱۱٬۲۹۱ نفر جمعیت دارد.